# Sklavenschiff

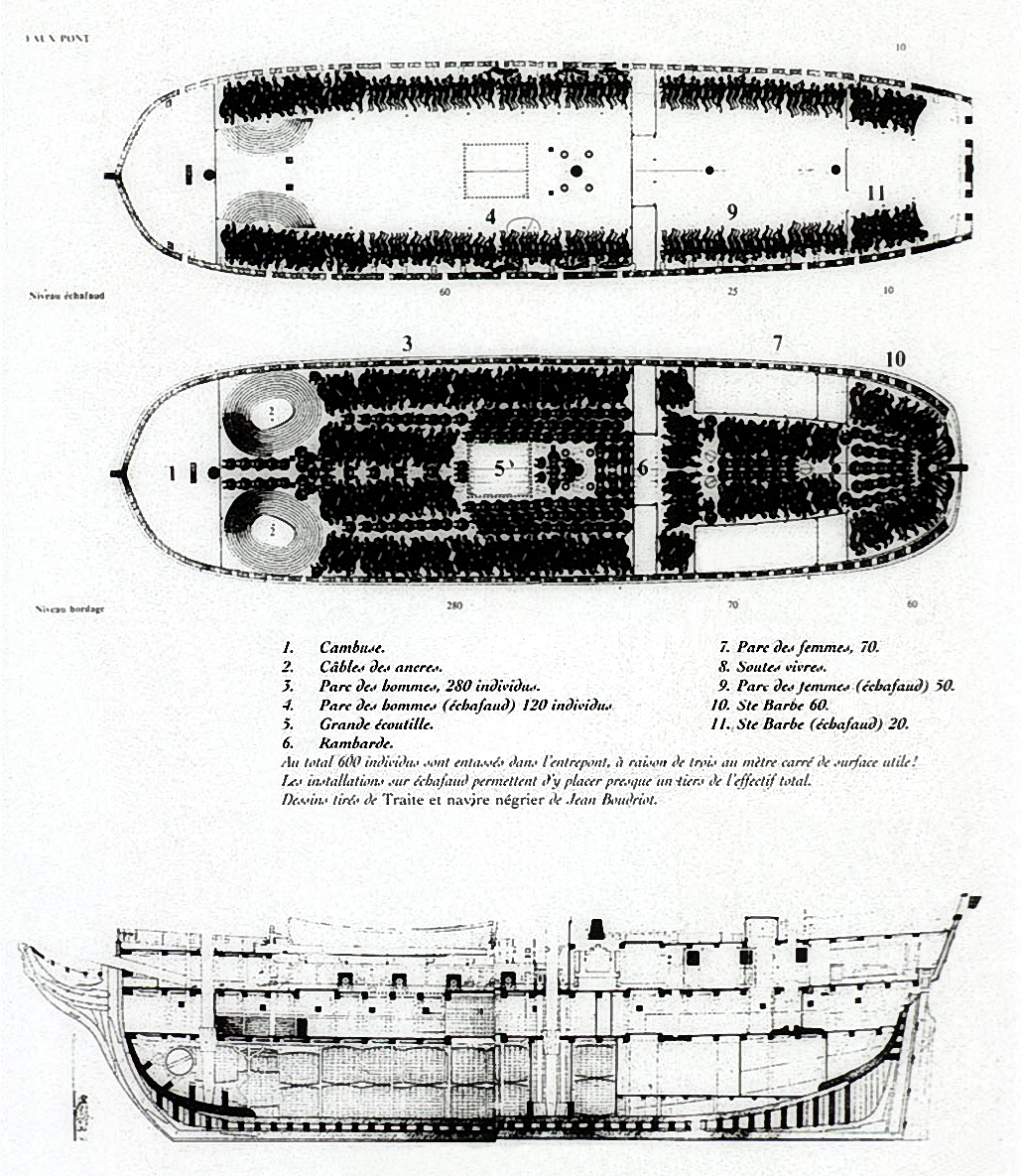

Als Sklavenschiffe bezeichnet man landläufig die im atlantischen Sklavenhandel eingesetzten Schiffe, meist Briggs oder Schoner , deren Frachträume auf ihrer Handelsroute von Afrika zu den europäischen Kolonien in der Neuen Welt mit Sklaven gefüllt waren. Überwiegend wurden im Sklavenhandel ältere Schiffe eingesetzt, die vor dem Antritt ihrer Reise in den europäischen Häfen der sklavenhandelnden Nationen umgebaut und ausgerüstet wurden, um Menschen billig verschleppen zu können.
Infolge der hohen Belastungen einer solchen Reise und dem Risiko eines Totalverlustes durch Schiffbruch lohnte es sich für die Sklavenhändler nur selten, speziell für den Sklavenhandel entworfene und gebaute Schiffe zu verwenden. Stattdessen nahm man meist ältere Handelsschiffe und baute sie um.

## Atlantischer Sklavenhandel
Um hohen Profit aus den Transporten zu schlagen, zogen die Eigentümer der Sklavenschiffe Zwischendecks in den Schiffsrumpf ein, um möglichst viele Sklaven transportieren zu können. Dies führte zu unhygienischen Zuständen und in der Folge zu einer erhöhten Todesrate. Da nur die Widerstandsfähigsten den Transport überlebten, führte dies auch zu einer starken Selektion. Oft transportierten die Schiffe mehrere hundert Sklaven, die auf engen Massen-Pritschen angekettet waren. Beispielsweise konnte das Sklavenschiff „Henrietta Marie“ auf einer Passage bis zu 400 Sklaven befördern, die auf zwei Decks untergebracht waren und die wochenlange Passage angekettet auf je einem halben Quadratmeter verbrachten. Wenn die überladenen Schiffe sanken, rissen sie die Sklaven mit in die Tiefe und in den sicheren Tod.
Bereits wenige Jahrzehnte nach der Entdeckung Amerikas war die indianische Bevölkerung der Karibik durch eingeschleppte europäische Krankheiten so stark dezimiert, dass es ein profitables Geschäft war, Sklavenschiffe über den Atlantik fahren zu lassen. Die große Zeit der Sklavenschiffe auf der Atlantikpassage war im 17. und im 18. Jahrhundert, als in Südamerika und im Süden der englischen Kolonien Nordamerikas große Plantagen (Zuckerrohr, Baumwolle etc.) entstanden.

## Ostafrikanischer Sklavenhandel
Die Hochburgen für den Sklavenhandel waren in den verschiedenen Jahrhunderten Bandar-Abbas, Basra und Kairo. Die Sklaven wurden per Daus transportiert. Der Transport per Dau erfolgte in der Golfregion, Osmanisches Reich, Persien und Südindien.

## Mittelalter
Bereits im Mittelalter fuhren auf dem Dnjepr chasarische und später warägische Sklavenschiffe.

## Liste von Sklavenschiffen

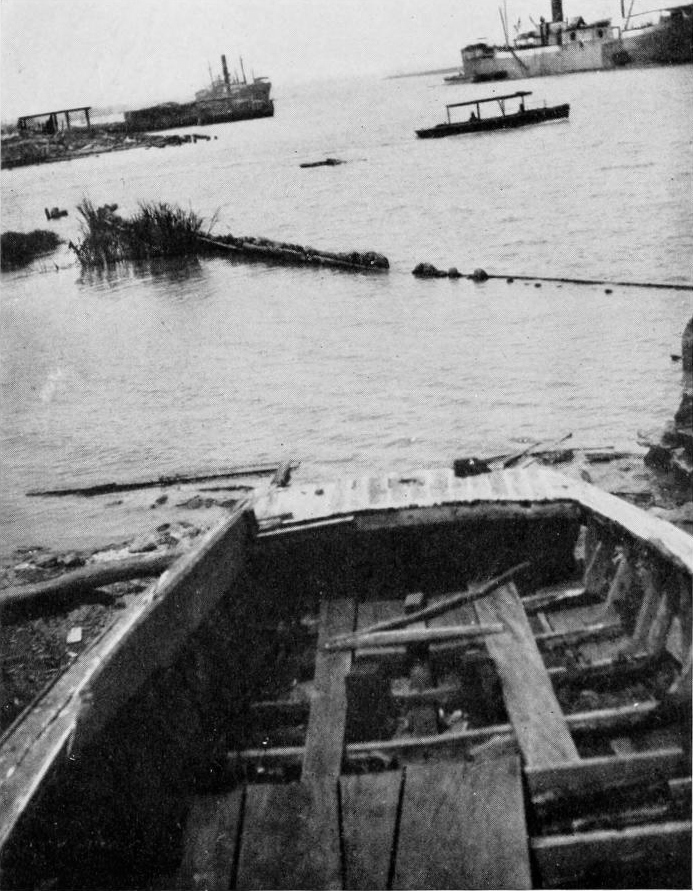
Foto des Wracks der Clotilda, aufgenommen 1914

- Jesus von Lübeck, englisches Sklavenschiff, erbaut um 1540 in Lübeck
- Adelaide, französisches Sklavenschiff, gesunken 1714 bei Kuba
- Braunfisch, kurbrandenburgisches Sklavenschiff, ging 1688 bei einer Sklavenrevolte verloren
- Henrietta Marie, englisches Sklavenschiff, sank 1701 vor Key West
- Leusden, Schiff der Niederländischen Westindien-Kompanie, bei deren Untergang mit 702 Toten die meisten Opfer zu beklagen waren
- Fredensborg, dänisches Sklavenschiff, sank 1768 bei Tromøy in Norwegen
- Kron-Printzen, dänisches Sklavenschiff, sank 1706 mit 820 Sklaven an Bord
- La Amistad, in den USA gebautes Schiff, berühmt durch eine 1839 erfolgte Sklavenrevolte[4]
- Lord Ligonier, britisches Sklavenschiff, im Roman Roots das Schiff, mit dem Kunta Kinte nach Amerika gebracht wird
- Whydah, englisches Sklavenschiff, 1717 vom Piraten Sam Bellamy gekapert
- Queen Anne’s Revenge, französisches Sklavenschiff unter dem Namen La Concorde, 1717 vom Piraten Blackbeard gekapert
- Zong, britisches Sklavenschiff, 1781 wurden auf der Überfahrt nach Jamaika etwa 142 Sklaven über Bord geworfen
- São José Paquete Africa, portugiesisches Sklavenschiff, 1794 vor der Küste von Kapstadt, Südafrika, gesunken, es war unterwegs von Mosambik nach Brasilien, es starben 200 Sklaven[5]
- Clotilda (manchmal falsch als Clotilde) war das letzte bekannte Schiff, mit dem 1860 illegal Sklaven von Afrika nach Mobile, Alabama geschmuggelt wurden. Zur Vertuschung wurde es angezündet und versenkt und gilt als das am besten erhaltene Wrack eines Sklavenschiffs.[6][7]